# Nandia Konstandopulu
Nandia Konstandopulu (gr. Νάντια Κωνσταντοπούλου), właśc. Konstandina Konstandopulu (gr. Κωνσταντίνα Κωνσταντοπούλου; ur. 10 lutego 1933 w Atenach, zm. 9 października 2016 tamże) – piosenkarka grecka, laureatka IV Międzynarodowego Festiwalu Piosenki w Sopocie w roku 1964.
Otrzymała pierwszą nagrodę w Dniu Międzynarodowym festiwalu za piosenkę Je te remercie mon coeur - po grecku S'efharisto kardia mou (muzyka Takis Morakis, słowa Nandia Konstandopulu). Wykonała ponadto piosenki w dniu polskim To nie ja - (Wojciech Piętowski, Andrzej Tylczyński) i w koncercie "Piosenka nie zna granic" Ou allez-vous monsieur (Takis Morakis, Nandia Konstandopulu).
Jej piosenkę Je te remercie mon coeur w polskiej wersji Dziękuję ci, moje serce (T. Morakis, J. Jurandot) wykonywała później Anna German.
Była żoną greckiego kompozytora Takisa Morakisa, nieżyjącego już autora muzyki do jej piosenek.
W swoim kraju była bardzo popularna, była laureatką kilku Festiwali w Salonikach. Nazywana "divą" piosenki greckiej. Do Sopotu przyjechała raz jeszcze w 1965 roku, wystąpiła w Dniu Płytowym jako przedstawicielka RCA Victor.